# Teke Teke (película)
Teketeke (テケテケ?) es una película de terror de 2009 dirigida por Kōji Shiraishi y escrita por Takeki Akimoto. Basado en la leyenda urbana japonesa Teke Teke, está protagonizada por Yuko Oshima, Mami Yamasaki y Mai Nishida.

## Argumento
En Nagoya, una oficinista llamada Hiromi Shimizu camina a casa por la noche, tomando un camino a lo largo de un paso elevado cerca de una estación de tren. Siente un viento repentino, escucha un sonido de huida y es perseguida por una entidad invisible que se mueve rápidamente. Ella logra esconderse de la amenaza y escucha a niños en un edificio cercano discutiendo sobre los detalles de una leyenda urbana. Cuando sale a la carretera, el viento se levanta de nuevo y la entidad la corta por la mitad por la cintura.
Algún tiempo después, la estudiante Ayaka Sekiguchi, le pide a su amiga Kana Ohashi que invite a salir al jugador de fútbol Utsumi Keita. Kana obedece y Utsumi acepta tener una cita con Ayaka. Al día siguiente, Utsumi les muestra a Kana y Ayaka un informe de noticias en su teléfono celular sobre la misteriosa muerte en Nagoya. Utsumi recuerda una historia que escuchó en la escuela primaria sobre Teke Teke, un fantasma sin extremidades inferiores. Cuando los individuos caminan de noche por una pasarela elevada, se dice que Teke Teke los perseguirá ("teke teke" es la onomatopeya del ruido que hacen sus palmas cuando camina sobre sus manos) y quien voltee a verlo será cortado por la mitad.
Mientras Utsumi se aleja en su bicicleta, la chicas caminan juntas de regreso a sus casas. Ayaka, molesta porque Utsumi parece atraído por Kana, toma un camino diferente a casa y al llegar a una pasarela elevada ve a Teke Teke y tropieza al intentar huir siendo cortada a la mitad por el fantasma que después desaparece por las vías del tren en la noche. Después de la escuela, Kana se entera de que la policía arrestó al novio de Hiromi por su asesinato; este negó cualquier participación en su muerte y aseguró a las autoridades haber visto a una mujer sin la mitad inferior de su cuerpo.
La noche siguiente, Kana coloca un ramo en el lugar de la muerte de Ayaka y oye a su amiga llamarla; cuando se gira ve a Teke Teke que comienza a perseguirla. Kana se encuentra con Utsumi, quien la ayuda a escapar en su bicicleta y tras esto investiga sobre Teke Teke en una biblioteca, donde ve a su prima Rie Hirayama. Rie le informa a Kana que se dice que cualquiera que se encuentre con Teke Teke y sobreviva morirá tres días después.
Ambas visitan a un erudito en Kakogawa, quien les habla de una mujer que se suicidó en 1948 saltando de un paso elevado en el distrito de Mikasa-cho. El asistente del erudito, Takeda, los lleva hasta la hija de un propietario que vivía en esa zona. Ella les dice que la mujer era una enfermera llamada Kashima Reiko, que había sido violada por un soldado estadounidense; traumatizada, Kashima asoció el color rojo con el sangrado que experimentó durante el incidente y, como resultado, descartó todos los objetos rojos que tenía a la vista.
Luego, Takeda les informa a Kana y Rie sobre los rumores que escuchó en la escuela secundaria, que hablaban de una lápida construida para Kashima en Mikasa-cho, pero sse dice que se derrumbó y desde entonces su espíritu merodea sin encontrar paz. Rie, quien revela que también se encontró con Teke Teke poco después de que lo hiciera Kana, conduce hasta Mikasa-cho al anochecer con ayuda de las instrucciones de Takeda. Allí descubren la lápida en el bosque y la levantan a su posición original para después regresar. 
Pronto notan a Teke Teke detrás de ellas en la carretera comprendiendo que se siente provocada por la pintura roja del vehículo; antes esto deciden abandonar el auto y se quitan toda la ropa y accesorios rojos mientras huyen por el bosque pero Rie accidentalmente se hiere la cabeza con una rama, lo que le provoca una hemorragia. Teke Tekesalta hacia Rie, la corta en dos y parece correr hacia Kana. Algún tiempo después, un grupo de niños camina y comenta los rumores sobre Kashima y Teke Teke corre detrás de ellos.
En una escena de mitad de créditos que tiene lugar un año después, Takeda visita a Kana y su madre, que viven en una nueva residencia. Takeda le ofrece a Kana, que ha estado en un estado casi catatónico desde la muerte de Rie, una caja roja de dulces, lo que la hace ponerse histérica.

## Reparto
- Yuko Oshima - Kana Ohashi
- Mami Yamasaki - Rie Hirayama
- Mai Nishida - Ayaka Sekiguchi
- Ikkei Yamamoto (acreditado como  "Ikkei") - Utsumi Keita
- Kaoru Mizuki - La madre de Kana
- Michiko Sawayanagi
- Shinmei Tsuji
- Shinnosuke Abe - Takeda